# Lijst van nummer 1-hits in Noorwegen in 2009
Deze hits stonden in 2009 op nummer 1 in de VG-lista, de bekendste hitlijst in Noorwegen.
| Week | Artiest                                                 | Titel               |
| ---- | ------------------------------------------------------- | ------------------- |
| 1    | Beyoncé                                                 | If I Were a Boy     |
| 2    | Katy Perry                                              | Hot N Cold          |
| 3    | Lady Gaga                                               | Poker Face          |
| 4    | Lady Gaga                                               | Poker Face          |
| 5    | Lady Gaga                                               | Poker Face          |
| 6    | Lady Gaga                                               | Poker Face          |
| 7    | Lady Gaga                                               | Poker Face          |
| 8    | Alexander Rybak                                         | Fairytale           |
| 9    | Alexander Rybak                                         | Fairytale           |
| 10   | Alexander Rybak                                         | Fairytale           |
| 11   | Alexander Rybak                                         | Fairytale           |
| 12   | Alexander Rybak                                         | Fairytale           |
| 13   | Alexander Rybak                                         | Fairytale           |
| 14   | Alexander Rybak                                         | Fairytale           |
| 15   | Alexander Rybak                                         | Fairytale           |
| 16   | Espen Lind, Kurt Nilsen, Alejandro Fuentes & Askil Holm | With or Without You |
| 17   | Espen Lind, Kurt Nilsen, Alejandro Fuentes & Askil Holm | With or Without You |
| 18   | Beyoncé                                                 | Halo                |
| 19   | Paperboys                                               | Lonesome Traveller  |
| 20   | Paperboys                                               | Lonesome Traveller  |
| 21   | Alexander Rybak                                         | Fairytale           |
| 22   | Alexander Rybak                                         | Fairytale           |
| 23   | Alexander Rybak                                         | Fun Little World    |
| 24   | Paperboys                                               | Lonesome Traveller  |
| 25   | Paperboys                                               | Lonesome Traveller  |
| 26   | Paperboys                                               | Lonesome Traveller  |
| 27   | Donkeyboy                                               | Ambitions           |
| 28   | Donkeyboy                                               | Ambitions           |
| 29   | Donkeyboy                                               | Ambitions           |
| 30   | Donkeyboy                                               | Ambitions           |
| 31   | Donkeyboy                                               | Ambitions           |
| 32   | Donkeyboy                                               | Ambitions           |
| 33   | Donkeyboy                                               | Ambitions           |
| 34   | Donkeyboy                                               | Ambitions           |
| 35   | Donkeyboy                                               | Ambitions           |
| 36   | Donkeyboy                                               | Ambitions           |
| 37   | Donkeyboy                                               | Ambitions           |
| 38   | Donkeyboy                                               | Ambitions           |
| 39   | Donkeyboy                                               | Sometimes           |
| 40   | Donkeyboy                                               | Sometimes           |
| 41   | Donkeyboy                                               | Sometimes           |
| 42   | Kent                                                    | Töntarna            |
| 43   | Donkeyboy                                               | Ambitions           |
| 44   | Donkeyboy                                               | Sometimes           |
| 45   | Donkeyboy                                               | Sometimes           |
| 46   | Donkeyboy                                               | Sometimes           |
| 47   | Rihanna                                                 | Russian Roulette    |
| 48   | Donkeyboy                                               | Sometimes           |
| 49   | Donkeyboy                                               | Sometimes           |
| 50   | Maria Solheim & Hank von Helvete                        | Rom for alle        |
| 51   | Maria Solheim & Hank von Helvete                        | Rom for alle        |
| 52   | Maria Solheim & Hank von Helvete                        | Rom for alle        |
| 53   | Chand Torsvik                                           | Diamanten           |